# Guatteria tomentosa
Guatteria tomentosa este o specie de plante angiosperme din genul Guatteria, familia Annonaceae, descrisă de Henry Hurd Rusby. Conform Catalogue of Life specia Guatteria tomentosa nu are subspecii cunoscute.